# Kimulodes sinuatus
Kimulodes sinuatus är en insektsart som först beskrevs av Douglas E. Kimmins 1949.  Kimulodes sinuatus ingår i släktet Kimulodes och familjen fjärilsländor. Inga underarter finns listade i Catalogue of Life.